# Lillehammer IK
Le Lillehammer IK est un club de hockey sur glace de Lillehammer en Norvège. Il évolue en GET ligaen, l'élite norvégienne.
Le club est champion de Norvège en 1994.

## Historique
Le club est créé en 1957.
Avec la construction du Kristins Hall en 1988, l'intérêt pour le hockey sur glace dans la ville s'est rapidement répandu et le club a rejoint l'élite lors de la saison 1991-1992.
Lors de la saison 1993-1994, après la fin des Jeux olympiques d'hiver de Lillehammer en 1994, Le club s'impose face à son rival  Storhamar IL en finale (3 victoires à 1) pour remporter son premier titre de champion de Norvège.

## Palmarès
- Vainqueur de la Eliteserien: 1994.